# ФК „Ведраре“
Вижте пояснителната страница за други значения на ФК Ведраре.
ФК Ведраре е български футболен клуб от село Ведраре, възстановен през 2006 г. Играе домакинските си мачовете на стадиона в с. Ведраре с капацитет 8 хиляди зрители. Основният екип е зелено-бял, а резервният синьо-жълт. Старши треньор на отбора е Мирослав Банчевски, а президент – Койчо Мутавчийски.

## Наименования
- Уружай – 1978-1988 г.
- Ведраре – 2006 г.

## Настоящ състав
- Стоян Стайков – Вратар
- Цветан Джорев – Защитник (Златен медалист от ДВП по футбол – 2009 г.)
- Ангел Христов – Защитник
- Александър Ангелов – Защитник
- Вичо Пандуров – Защитник
- Христо Шопов – Защитник
- Христо Русев – Защитник
- Деан Димитров – Деко- Полузащитник (Златен медалист от ДВП по футбол – 2009 г.)
- Христо Станев – Ицко – Полузащитник (Златен медалист от ДВП по футбол – 2009 г.)
- Койчо Мутавчийски – Полузащитник, капитан (Златен медалист от ДВП по футбол – 2009 г.)
- Мариян Ганчев – Манцо – Полузащитник (Златен медалист от ДВП по футбол – 2009 г.)
- Иван Ненов – Полузащитник
- Мирослав Стайков – Мицата – Полузащитник
- Рангел Павлов – Нападател
- Дончо Амбарев – Нападател
- Мирослав Мичев – Мирко – Нападател (Златен медалист от ДВП по футбол – 2009 г.)
- ЛЮБОМИР ЯКОВ-ГУЩЕРА-НАПАДАТЕЛ